# 寝屋川市立楠根小学校
寝屋川市立楠根小学校（ねやがわしりつ くすねしょうがっこう）は、大阪府寝屋川市楠根南町にある公立小学校。

## 沿革
- 1976年 - 寝屋川市立木田小学校から分離開校
- 1978年 - 校舎増築